# Hebe (mitologia)
Hebe (en grec antic Ἥβη), també anomenada Febe, és una antiga deessa, filla de Zeus i Hera.
El seu nom significa "jove" i se la representa com una dona que porta un vestit sense mànigues i una copa a la mà. Dins de la "família" dels Olímpics era la serventa o la "filla de la casa" i per això va ser anomenada patrona de la joventut (en els banquets grecs servien la taula joves copers bells). Abans del rapte de Ganimedes s'encarregava de servir nèctar i ambrosia a les altres divinitats, preparava el bany d'Ares i ajudava Hera a junyir el carro. Dansava amb les Muses i les Hores amb el so de la lira d'Apol·lo. Quan Hèracles es va reconciliar amb Hera, els déus van celebrar el casament de l'heroi amb Hebe. Aquest casament simbolitzava l'entrada d'Hèracles a la joventut eterna, característica de les divinitats. Hebe i Hèracles van tenir dos fills.
Va ser adorada a Atenes, on tenia un altar al Cinosargue, prop del d'Hèracles. Sota el nom de Ganimeda o Dia va ser també adorada en una arbreda sagrada a Sició i Fliünt.
El seu equivalent en la mitologia romana era Juventa. Hi havia la tradició que els nois li oferissin una moneda quan vestissin per primer cop la toga dels adults (la toga viril). Era adorada des d'època molt antiga, ja que la seva capella al Capitoli existia abans que s'hi construís el temple de Júpiter. Un altre temple de Juventa, prop del Circ Màxim, va ser jurat pel cònsol Marc Livi Salinator després de la derrota d'Hasdrúbal a la batalla del Metaure, el 207 aC, i consagrat setze anys després.